# Hanasaku Iroha
Hanasaku Iroha (花咲くいろは lit. Cosas básicas sobre la floración?), también conocida de forma abreviada cono Hanairo, es una serie de anime japonés producida por P.A. Works y dirigida por Masahiro Ando. El guion está escrito por Mari Okada, con diseño de personajes original por Mel Kishida. El anime empezó a emitirse en abril de 2011. Una adaptación al manga ilustrada por Eito Chida empezó su serialización en diciembre de 2010 de la revista de Square Enix Gangan Joker.

## Argumento
Hanasaku Iroha se centra en Ohana Matsumae, una adolescente muy alegre de 16 años que vive en Tokio. Su madre se ve obligada a huir con su novio debido a unas deudas, y ella deja a Ohana al cuidado de su madre, con quien no se habla. Ohana llega al pueblo de su abuela y descubre que ella es la propietaria de una pensión de baños termales de la era Taishō llamada "Kissuisō".
Ohana empieza a trabajar en la posada, obligada por su abuela, donde conoce a los diversos trabajadores y huéspedes. Al principio no se lleva bien con algunos de ellos, porque su optimismo no les gusta a sus compañeros. Ella decide cambiar y mejorar las relaciones para poder madurar y hacerse mayor.

## Personajes
- Ohana Matsumae (松前 緒花 Matsumae Ohana?)
- Seiyū: Kanae Itō

Ohana tiene 16 años y es la protagonista de la historia. Su padre murió cuando tenía 1 año, su madre era muy inmadura en ese entonces, lo que creó a Ohana como ella pero un poco más madura y bastante negligente. Ella es conocida por sus ideales y hablar demasiado fuerte, además de no darse cuenta de las cosas importantes. Al inicio de la historia está con su amigo Koichi al que llama Ko-chan, le dice lo aburrido que es el paisaje de Tokio y que le gustaría más emoción como en un dorama. Después llega a Kissuisō, por culpa de su madre. Al llegar piensa que ha llegado a un lugar de en sueño sin embargo se equivoca y en vez de cortar maleza corta los cultivo de una de sus compañeras por lo que se gana su odio. Al llegar decide hacerlo todo por sí misma lo que le causa problemas con los demás. Según Nako, Decir directamente las cosas y mirarlos a los ojos son las cosas que la hacen que no tenga amigos en buena manera sin embargo ella no se deprime por eso ni está dispuesta a cambiar su forma por eso. Sus mejores amigas desde que llega a la Pensión son Nako y Minko, sin embargo al llegar a su nuevo colegio también se hace amiga de Yuina. Sin contar a las demás personas de la pensión. La Gerente de Kissuisō Sui Shijima es su abuela, siendo así Enishi su tío. Aunque nunca les habla así, ya que hasta a la Gerente le molesta, esto no le preocupa. En un capítulo Nako dice que es mala con la tecnología, sin embargo eso es distinto con su teléfono celular.
- Minko Tsurugi (鶴来 民子 Tsurugi Minko?)
- Seiyū: Chiaki Omigawa

Minko es la ayudante de Tooru y cocinera de Kissuisō. Desde que Ohana corto sus cultivos la ha odiado y comúnmente le decía Muere, aunque después Ohana le dijo que pasaría si ella muriera por lo que después de pensarlo empezó a llamarla Balut (un huevo de pato que es considerado una delicia asiática, sin embargo en apariencia es repulsivo y feo). En el principio de la historia su sueño había sido convertirse en un Gran Chef. Gracias a Tooru pudo trabajar en Kissuisō donde disfruta su estancia. Está enamorada de su compañero de cocina Tooru y siempre que piensa en él o en Ohana le va mal en la cocina, sin embargo trabaja muy duro y puede pelar perfectamente un rábano blanco lo que al principio de la historia se le hacía complicado. A pesar de su amor por la cocina odia la espinaca. Sus amigas Ohana y Nako la llaman Minchi. Para su disgusto comparte la habitación con Ohana además de estar en su misma clase en el instituto. En el instituto es muy popular al igual que Yuina.
- Nako Oshimizu (押水 菜子 Oshimizu Nako?)
- Seiyū: Aki Toyosaki

Nako, llamada por sus amigas Nakochi, tiene la misma edad que Minko, está en su mismo instituto pero en una clase diferente y es miembro del comité de su clase. Trabaja a medio tiempo en Kissuisō como camarera, lo que a ella le encanta a pesar de su timidez. Al principio su personalidad real se manifiesta como cuando está con sus hermanos, ya que se muestra más madura y responsable que ellos y que sus padres. Desde que tenía 3 años ha practicado natación, así que es una experta en ello, a veces piensa que es una sirena, por lo que le es difícil para ella respirar en tierra, sin embargo gracias a sus amigas, logra tener su yo regular además de en su casa también en Kissuisō.
- Yuina Wakura (和倉 結名 Wakura Yuina?)
- Seiyū: Haruka Tomatsu

Yuina es la hija de la gerente de Fukuya, una pensión famosa en Yunosagi, que es rival de Kissuisō, Sin embargo a ella le da igual. Ella es muy alegre y optimista, también le encanta hablar con muchos dialectos, siendo la primera persona que es amiga de Ohana en el instituto, siendo también su compañera de clase. Es bastante popular en la escuela lo que a ella le gusta, a pesar de tener novio acepta las confesiones ya que le hacen sentir bien. Al principio odia el trabajo y no desea convertirse en gerente de una posada ya que a ella le resulta aburrido, sin embargo al sentirse celosa de Ohana decide tomarlo más en serio, aunque no ha decidido ser gerente, sin embargo es una posibilidad.
- Tomoe Wajima (輪島 巴 Wajima Tomoe?)
- Seiyū: Mamiko Noto

Tomoe es una camarera de Kissuisō. Al principio se hace amiga de Ohana y decide ayudarla con su trabajo en Kissuisō, mientras que ella le hable sobre la madre de Ohana. Le encanta saber los chismes de la pensión por lo que se ha metido en grandes problemas debido a eso. Su madre le solía hacer citas para que por fin se casara, sin embargo Tomoe le dijo que dejara de hacerlo, sin embargo le molesta que hablen de relaciones, porque ella es aún soltera.
- Kōichi Tanemura (種村 孝一 Tanemura Kōichi?)
- Seiyū: Yūki Kaji

Koichi es el mejor amigo de Ohana, a la que ella lo llama Ko-chan. Antes de que Ohana se vaya a Yunosagi era su compañero de clase en Tokio. Él pensaba estar con Ohana todo el tiempo, para que se diera cuenta de sus sentimientos, pero al saber que ella se iba a ir decide declarársele, sin embargo no escucho su respuesta, por lo que después se siente deprimido. Habla con Ohana varias veces mediante su celular y también se mensajea con ella. En los tres viajes que Ohana hace a Tokio, se encontró con Koichi, después de que Ohana se fue, tres meses después empezó a trabajar en una librería, donde una chica se le declaró, sin embagro fue un amor no correspondido.
- Satsuki Matsumae (松前 皐月 Matsumae Satsuki?)
- Seiyū: Takako Honda

Satsuki es hija de la gerente de Kissuisō, hermana mayor de Enishi y madre de Ohana. Tiene 38 años, aunque se le ve más joven. Es editora de una revista, en la que es muy popular entre la gente. Odia a su madre Sui, por lo que llegó a ser muy inmadura, lo que hizo que criase a Ohana de una forma negligente y cerrada. Ella ha tenido muchos novios sin embargo, ninguno como su difunto esposo. Conforme avanza la serie va madurando.
- Sui Shijima (四十万 スイ Shijima Sui?)
- Seiyū: Tamie Kubota

Sui es la abuela de Ohana y madre de Satsuki y Enishi. Ella es la actual propietaria de Kissuisō. Kissuiso le fue dado a ella y a su difunto esposo ya que esta no tenía un sucesor. Al principio de la historia se le ve muy estricta, y bastante cruel con todos sus empleados, sin distinción familiar, llegando a usar la fuerza con sus empleados. No se lleva bien con su hija por lo que tampoco se lleva bien con Ohana, debido a su parecido a Satsuki tanto en físico como en personalidad. En Kissuisō es conocida como la gerente y nada más, por lo que está prohibido que la llamen Madre o Abuela.
- Enishi Shijima (四十万 縁 Shijima Enishi?)
- Seiyū: Kenji Hamada

Es llamado en la pensión como Joven amo debido a ser el sucesor de Kissuisō. Tiene 32 años y es el Tío de Ohana. Desde niño ha sido un pésimo nadador, por lo que él no era reconocido como su hermana mayor Satsuki, que lo obligaba a hacer sus tareas o le hacía bromas pesadas, sin embargo le guarda cierto cariño. Él pertenecía a la misma universidad de Takako y perteneció al club de Fotografía. Por lo que según dice Tomoe Ya veo, así que buscaste a una chica que se le pareciera en actitud a tu hermana. El sueña con dirigir la pensión, sin embargo todavía no está listo para ello. Está perdidamente enamorado de Takako,
- Tōru Miyagishi (宮岸 徹 Miyagishi Tōru?)
- Seiyū: Junji Majima

Tooru trabaja como chef en Kissuisō. Siente un gran cariño por Ohana, que parece ser de hermanos, sin embargo cuando Ohana se enferma parece que le gustaría salir con ella como novios, y también en otros capítulos muestra tener interés en la protagonista. Sin embargo en la cocina es un hombre diferente, le gustan las cosas bien hechas y no tolera menos. Es muy buen cocinero, cuando viaja examina los platillos para mejorar, cosa bastante rara. Es el mentor y supervisor de Minko.
- Renji Togashi (富樫 蓮二 Togashi Renji?)
- Seiyū: Taro Yamaguchi

Es el chef en jefe de cocina en Kissuisō Kissuisō. Tiene 42 años. Llega al nivel de un chef profesional. Sin embargo siempre que se pone nervioso llega a portarse como un novato. Le gustaría vestirse a la moda sin embargo no puede. Fue muy estricto en su entrenamiento con Tooru. Los de la posada lo llaman Señor Ren.
- Takako Kawajiri (川尻 崇子 Kawajiri Takako?)
- Seiyū: Ayumi Tsunematsu

Takako trabaja como asesora empresarial para Kissuisō a pedido de Enishi. Tiene 30 años. Conoció a Enishi en la universidad, desde entonces él no puede vivir sin ella. Están enamorados uno del otro. Siempre ha esperado que Kissuisō mejore y tenga más clientes, a Sui nunca le había agradado Takako, debido a sus gustos y que quería destruir la posada que Sui y su esposo habían creado. 
- Tarō Jirōmaru (次郎丸 太朗 Jirōmaru Tarō?)
- Seiyū: Junichi Suwabe

Es un escritor y novelista. Se alojó en la habitación de las Olas en Kissuisō. Al final no puede crear una buena historia por lo que no tiene para pagar su estancia en Kissuiso, así que trabaja en él, para pagar su deuda. Sus historias son usualmente ecchi, lo que no les agrada a las personas de la pensión. Se descubre que él creó un manga que Minko y Tooru admiraban mucho, lo cual los decepcionó. A él es el único que lo llaman por su apellido, sin embargo Minko lo ha llamado. Escritor pervertido.
- Denroku Sukegawa (助川 電六 Sukegawa Denroku?)
- Seiyū: Chō (actor de voz) (anime) y Chō (juego)

Es un hombre de sabias palabras. Tiene 73 años. Decirlo que piensa no está en su carácter. Él ha ayudado ha Ohana en varias ocasiones y le ha dado muy buenos consejos. Él ha trabajado en la posada desde que estuvo el primer dueño. Tiene un hijo bastante joven, al que nunca se le ve la cara, pero se le calcula 30 años aproximadamente. Lo llaman en la posada Mameji (Hombre frijol) debido a que su apellido es de una fábrica donde producen frijoles.

## Lanzamiento

### Anime
El anime, producido por P.A. Works y dirigido por Masahiro Ando, empezó a emitirse el domingo 3 de abril de 2011, en la cadena de televisión Tokyo MX. El guion está escrito por Mari Okada, y el Animador Jefe Kanami Sekiguchi diseñó los personajes, basado en los diseños originales de Mel Kishida. Jin Aketagawa se encarga de la dirección de sonido, y la música está compuesta por Shirō Hamaguchi. Hanairo es el primer anime original a cargo de P.A. Works. El estudio produjo el anime para conmemorar su décimo aniversario.

#### Música
Tema de apertura
"Hana no Iro" (ハナノイロ?  "El color de las flores")
Letra - Kimiko / Canción, Composición y Arreglos - nano.RIPE
Salida: 20 de abril de 2011.
Usada en el episodio 1 como tema de cierre.
Tema de cierre
"Hazy"
Letra - Kino Sakai / Composición y Arreglos - Katsuhiko Kurosu / Canción - Sphere
Salida: 11 de mayo de 2011.
Insert Songs
"Lyp Sinc" (リップシンク?)
Letra - Kimiko  / Composición - Jun Sasaki / Canción y Arreglos - nano.RIPE
Usada en el episodio 1.
"Haru no Mukou" (春の向こう?  "A Través de la Primavera")
Letra - Kenta Harada / Composición - Shinya Tasaki / Canción y Arreglos - Rey
Usada en el episodio 2.
Image Songs
"Patricia" (パトリシア?)
Letra - Kimiko / Composición - Jun Sasaki / Canción y Arreglos - nano.RIPE
Salida: 22 de septiembre de 2010.
Usada en algunos vídeos promocionales.
"Yumeji" (夢路?  "Soñando")
Letra y Composición - Kimiko / Canción y Arreglos - nano.RIPE
Salida: 22 de septiembre de 2010, incluida con el sencillo de "Patricia".
Usada en un vídeo promocional.

### Manga
Una adaptación al manga ilustrada por Eito Chida empezó su serialización en el número de diciembre de 2010 de la revista Gangan Joker, perteneciente a Square Enix. El primer volumen saldrá a la venta el 22 de marzo de 2011.